# John Poulett (1er baron Poulett)
John Poulett, 1er baron Poulett (1585 - 20 mars 1649), de Hinton St George, Somerset, est un marin et homme politique anglais qui siège à la Chambre des communes entre 1610 et 1621 et est ensuite élevé à la pairie.

## Biographie
Il est le fils d'Anthony Poulett (en) (1562-1600) (également orthographié Paulet), de Hinton St George, gouverneur de Jersey, et capitaine de la garde de la reine Élisabeth par son épouse Catherine Norris, fille de Henry Norris, 1er baron Norreys (en) (1525-1601) de Rycote dans l'Oxfordshire.
Il fait ses études à l'University College d'Oxford et est admis comme étudiant du Middle Temple en 1610. Il est juge de paix pour Somerset de 1613 à 1640 au moins et est nommé shérif de Somerset pour 1616-17. Il est élu député de Somerset en 1610 et 1614, et de Lyme Regis en 1621.
Il est élevé à la pairie en tant que baron Poulett, de Hinton St George dans le comté de Somerset, le 23 juin 1627. Il sert dans la Royal Navy pour sécuriser le commerce anglais et les lingots des expéditions de raids hollandais. Au début de la Première révolution anglaise il appose sa signature, ainsi que celles des autres seigneurs et conseillers, sur une déclaration désavouant toute intention du roi Charles Ier de faire la guerre au Parlement, mais au fur et à mesure que les hostilités éclatent, il prend parti, le 15 juin 1642, pour la cause royaliste. Il est l'un des principaux commandants du siège de Lyme Regis dans le Dorset. À la fin de la guerre, le Parlement lui accorde sa grâce, mais doit mener de grosses réparations sur sa maison.

## Mariage et descendance
Il épouse Elizabeth Ken de Ken Court à Somerset. Ils ont :
- John Poulett, 2e baron Poulett
- Florence Poulett, épouse Thomas Smith (en) de Long Ashton et est la mère d'Hugh Smith[2].
- Susan Poulett, mariée à Michael Wharton de Beverly Park[3], fils de Michael Wharton et Catherine Maltby[4] (descendant matrinéal d'Anne d'York, duchesse d'Exeter)
- Margaret Poulett, épouse Denys Rolle (en) de Stevenstone et Bicton dans le Devon, shérif du Devon en 1636[5]
- Fille, mariée au colonel Richard Cholmondeley (1620-1644), de Grosmont, comté de York[6], un commandant royaliste pendant la guerre civile, et gouverneur d'Axminster, qui est tué au siège de Lyme Regis dans le Dorset en octobre 1644 et est enterré à Brixton, Devon[7]